# François Delibes
François Pierre Delibes (Tolosa, 1º agosto 1873 – ...) è stato uno schermidore francese.
Partecipò ai Giochi della II Olimpiade di Parigi nelle gare di fioretto per maestri, dove fu eliminato ai ripescaggi, e di sciabola per maestri, dove arrivò quarto.